# John Németh
John Németh (Idaho, 1975. március 10. –) magyar származású amerikai electric blues és soul zenész, szájharmonikás, énekes, dalszerző.

## Pályafutása
Édesapja '56-ban emigrált. Ő Idaho államban született; magyarul nem tanult meg.
Gyerekként a helyi templomban énekelt, tinédzserként helyi együttesekben szerepelt, majd egy barátjával megalakította a Fat John & the 3 Slims együttest. 2006-ban lemezszerződést kapott a Blind Pig Recordsról.

## Lemezek
- 2002: The Jack of Harps
- 2004: Come and Get It
- 2007: Magic Touch
- 2009: Love Me Tonight
- 2010: Name the Day!
- 2012: Soul Live
- 2012: Blues Live
- 2014: Memphis Grease
- 2017: Feelin' Freaky
- 2020: Stronger Than Strong

## Díjak
- 2007: Blues Music Awards[1]
- 2010: Living Blues Award
- 2020: Blues Music Award